# Owusu Benson
Owusu Benson (n. 22 martie 1977, Accra, Ghana) este un fost fotbalist ghanez.
Benson a debutat la echipa națională a Ghanei în anul 1999.

## Statistici
| Ghana | Ghana   | Ghana  |
| An    | Meciuri | Goluri |
| ----- | ------- | ------ |
| 1999  | 1       | 0      |
| Total | 1       | 0      |